# Gustav Thiefenthaler
Gotthardt "Gustav" Tiefenthaler (Unterwalden, Suïssa, 25 de juliol de 1886 - Saint Louis, Missouri, 14 d'abril de 1942) va ser un lluitador suïsso-estatunidenc que va competir a primers del segle xx. El 1904 va prendre part en els Jocs Olímpics de Saint Louis, on va guanyar la medalla de bronze en la categoria de pes minimosca, de fins a 47,6 kg, en quedar eliminat en semifinals per Robert Curry.
Tiefenthaler nasqué a Suïssa, però de jove emigrà als Estats Units junt amb la seva família. En disputar-se els Jocs encara mantenia la nacionalitat suïssa, però en les primeres edicions dels Jocs es tenia en compte el club al qual representava i no pas la nacionalitat de l'esportista. Ell representà el South Broadway Athletic Club de Saint Louis i per aquest motiu el Comitè Olímpic Internacional el compta com a estatunidenc.